# Нејтан Дрејк
Нејтан "Нејт" Дрејк (рођен Нејтан Морган) главни је лик Uncharted серије видео игара, коју је развио Naughty Dog. Појављује се у свим главним играма: Uncharted:Drake's Fortune, Uncharted 2: Among Thieves, Uncharted 3: Drake's Deception, и Uncharted 4: A Thief's End, наставака Uncharted: Golden Abyss и Uncharted: Fight for Fortune, анимирани стрип серијал Uncharted: Eye of Indra који је издат од стране DC Comics-а и других сродних медија. Харизматичан, али бунтовни ловац на благо, играч контролише Дрејка док путује по свету како би открио разне историјске мистерије. Игра се преко давања гласа и покрета Нолана Норта, који је утицао на Дрејкову личност тако што је ухватио сегменте дијалога лика.
Naughty Dog засновао је Дрејков изглед  и личност на каскадеру Џонију Ноксвилу, глумцу Харисону Форду и херојима пулп часописа, романа и филмова. Да би га учинили релевантнијим, лик је био обучен у фармерке и Хенлијев дуги рукав, и добио је „Everyman“ персону; он је снажне воље и често се шали и свађа. Дизајнери су се фокусирали на реализовање реакција на његово окружење; на пример, он се спотакне док трчи, спотакне се током скокова и препознаје апсурдност ситуација у којима се нашао.
Дизајн и личност Дрејка су упоређивали са другим ликова из видео игара и филма, попут Ларе Крофт и Индијане Џонс. Многи критичари су Дрејка назвали симпатичним и верним ликом, и приметили су да је он ретки пример физички привлачног лика који није превише мушкобањаст.

## Дизајн лика
Илустратор и дизајнер Кори Хајнзен радио је на пред-визуализацији, концепту и дизајну ликова на видео-игри Uncharted: Drake’s Fortune, коју је развио Naughty Dog. Хајнзен-ов почетни концепт разликовао се од готовог лика. Продукцијско особље добило је инспирацију из жанра пулп авантура док су креирали видео игре Uncharted серијала, а Дрејка су базирали на стереотипним ликовима из авантуристичких филмова и романа, дајући му духовитост, сналажљивост и јаке принципе.Naughty Dog је желео да истакне Дрејкову личност кроз своје интеракције са околином током играња. Да би то постигли,развили су широк спектар анимација за Дрејка, што им је омогућило да прикажу његове реакције и његову снажну диспозицију. Ове анимације су дизајниране да буду флуидне и веродостојне; уклонили су сваку анимацију која није промовисала ову флуидност или јој је било потребно много времена да се изврши. Комбиновани систем анимације у игри, са више од 30 анимација које садрже један покрет, је имплементиран да Дрејк постане више релевантан лик.

Особље Naughty Dog имали су неколико инспирација у стварању Дрeјка. Његов изглед и харизма засновани су на глумцу и каскадеру Џонију Ноксвилу. Водећи дизајнер игара Ричард Лемарханд желео је да Дрејк одрази "кул став и доброту" коју је видео у Ноксвилу. Писац серије Ејми Хениг описала је Дрејка као шармантну мешавину глумаца Харисона Форда и Бруса Вилиса, са додатним утицајем који долазе од романтичних јунака акционих авантура, укључујући Керија Гранта:
...вратили смо се најранијим филмским серијалима, филмовима из 30-их и 50-их и новијим римејковима акционо-авантуристичког жанра осамдесетих, па чак и недавно снимљених филмова попут Националног блага. Постоје одређене особине које многе од тих ликова имају заједничко - тај безобразан смисао за хумор и шарм.
Лемарханд је као инспирацију за лик навео стрип ликове Др Севиџа и Тинтина, као и хероја филма Умри мушки Џон Меклејна. Дрејкова физичка јачина била је формирана по узору на Севиџа, а његова личност инспирисана живописном бојом и идентитетом Тинтина. Е. Данијел Ареј, бивши креативни директор Naughty Dog-a, изјавио је да "постоји танка линија између кретена и симпатичне битанге", те да су Дрејка развили да буде саосећајнији и приступачнији. "Ако херој непрестано показује своју људску страну," рекао је Ареј, "ми се саосећамо и опраштамо сваком привидном превеликом самопоуздању јер смо сви били у тој ситуацији." Нил Дракман, главни дизајнер Uncharted 2: Among Thieves, објаснио је да је Дрејк требало је да реагује на ситуације на начин на који би просечан играч могао. Хениг је прокоментарисала:
...када смо кренули да радимо Uncharted, одлучили смо да се позабавимо вољеним акционо-авантуристички играма у духу читаве ове традиције. Знали смо да да бисмо то успели, морамо имати хероја који је потпуно релевантан, само обичан момак. Па кад су га људи видели и рекли „Зашто желимо да играмо са момком у мајици и фармеркама“, то је био намерни потез са наше стране, да кажемо да је он само обичан тип. Као и ти и ја.
Џош Шер, вођа тима Drake’s Fortune секвенце прича, рекао је да су створили Дрејка као "обичног момка" без посебних супер моћи. Уместо тога, Дрејк постаје видно нервозан са времена на време, једва се дочека током скокова спотакне се током трчања. Све ово има за циљ да прикаже Дрејка као неотпорног лика. Он није мајстор борилачких вештина и задаје ударце без стила или вештине. Сем Томсон, продуцент Among Thieves игре, описао је Дрејкове борилачке вештине као „неправилне“. Продуцент Sony Entertainment of America Сем Томсон мислио је да је Naughty dog и пре тога створио иконске ликове, укључујући Креш Бендикута. Међутим, са Нејтаном Дрејком компанија је желела да произведе просечног лика, оног који није имао исто толико самопоуздања и који је био реалнији и скромнији.
Нолан Норт, гласовни глумац који је тумачио Дрејка, имао је велику улогу у дефинисању личних физичких и гласовних реакција. У серијалу Uncharted глумци су коришћени за снимање покрета и понашања, као да играју у филму. Снимање покрета извршено је на звучној сцени, а у игри је коришћен дијалог снимљен током овог процеса. Норту је било допуштено да дијалог импровизује и убаци аспекте властите личности у лик. У именовању лика, развојни тим је размотрио више различитих избора, укључујући Итана, Семјуела и Џона. О Метју Дрејку се размишљало доста, али добио је слабу реакцију од оних којима је представљен. На крају се Naughty Dog-у свидело име Нејтан због његове способности да се скрати на Нејт и перцепције да звучи историјски.

## Oсобине

### Карактер
Дрејк има изразиту личност, јер творци нису желели да се он појави као карикатура или "без карактерни тип". Хениг је непрестано дорађивала Дрејкову личност кроз дијалог у игри и интеракције са другим ликовима, радије него искључиво кроз сцене. Дрејк реагује на догађаје на људски начин, често коментаришући и жалећи се на апсурд или тешкоћу своје ситуације. Док путује кроз поглавља, Дрејк често прави саркастичне шале и подругљивости. Дрејк је такође образован у историји и различитим језицима, такође је и веома интелигентан. Мет Казамасина из IGN-а прокоментарисао је интеракције лика током играња које откривају Дрејкову природу: "то је ведро и забавно, али такође показује да је Нејт свестан колико је апсурдна његова ситуација понекад. То је мали, неважан аспект, али има смисла да бих се и ми понашали тачно као и он. "
Дрејк каже оно што мисли наглас, карактеристика која је дизајнирана тако да се поистовети са вероватним мислима и реакцијама играча. Ејми Хениг назвала је Дрејка "Умри мушки момком који улази унутра и побрине се за ситуацију. Дрејков гласовни глумац Норт добио је инструкције да унесе своју личност у лика.

### Спољашњи изглед
Спољашњи изглед Дрејка је прилично генеричан, састоји се од обичне мајице или хенлија, фармерки и футроле за пиштољ на леђима. Намерно је костимиран у једноставну мајицу и фармерке како би се свака особа могла поистоветити. Програмери су дизајнирали слојевито-анимацијски систем како би учинили Дрејкове покрете реалистичним спајањем више поза и реакција. То је омогућило сложен систем мапирања лица и бора, који је Дрејку пружио више људских емоционалних реакција. Дрејкова телесна грађа је прилично фит, али не претерано мишићава. Дрејков изглед доживео је мање промене у Uncharted 2: Among Thieves. Хениг је изјавила да је Дрејк мршавији него што је планирано у првој игри, па су га дизајнери укрупнили за другу.
Дрејкова мајица је увек упасана у панталоне само на једној страни, што је атрибут који су коментатори означили као "полу уметнута". Израз, који је први осмислио дизајнер видео игара Тим Шафер, довео је до тога да је Naughty Dog променио изглед Дрејка, тако да му је мајица била скоро упасана са предње стране, а напола упасана са задње стране, унутрашњи виц подпредседника Naughty Dog-a Евана Велса "три четвртине нагиба." Полу упасавање било је део већег напора да се осигура да је Дрејков дизајн био асиметричан. Тим Шафер је прокоментарисао "Све је то супер, али највише ми је сметала Дрејкова кошуља. Видите: Некако је у исто време упасана, а опет не упасана. Од свих техничких чуда која садржи Uncharted, ово је била та која ме је заиста интригирала. "

## Појављивања

### Главни серијал
У видео игри из 2007. године Uncharted: Drake’s Fortune, Дрејк прати благо које се налази на удаљеном тропском острву. Како се игра отвара, Дрејк, у пратњи репортерке Елене Фишер, извлачи ковчег свог (тада претпостављеног) претка Сер Френсиса Дрејка, којег је лоцирао из координата уписаних на породичном наследству: Прстену који Дрејк носи око врата. Ковчег садржи дневник Сер Френсиса Дрејк-а у којем се налази локација Ел Дорада. Пирати нападају и уништавају Дрејков чамац, али Дрејков пријатељ Виктор Саливан спашава њих двоје. Када Сали и Дрејк прате дневник до назначеног места, сазнају да је Ел Дорадо велики златни идол који су Шпанци пре много векова покушали да уклоне са острва. Након што су пронашли брод, плаћеници под водством Габријела Романа пресрећу Дрејка, Фишер и Салија. Сали је упуцан, али Дрејк успева да побегне до острва где дневник Сер Френсиса Дрејка тврди да се идол налази. На путу за острво, противавионска ватра присиљава Елену и Дрејка да искоче из авиона и они су раздвојени. Дрејк се упутио према старој шпанској тврђави како би пронашао Елену. Иако их је накратко заробио гусарски вођа Еди Раха, стари познаник, Дрејк и Елена поновно се уједињују и беже у стару кућу на острву. Тамо откривају да је Сали преживео рану од ватреног оружја. Дрејк открива да се идол налази у близини куће, те проналази и спашава Салија. Дрејк схвата да је идол проклет, и да је претворио Шпанце и Кригсмарине тражећи га у зомбификована чудовишта. Дрејк покушава да спречи Романа да уклони идола са острва, и стиже на време да види Атока Навара, човека кога је Роман ангажовао, да пронађе статуу. Наваро покушава да превари Романа да постане проклет. Затим Дрејк скочи на статуу и јаше је док се подиже на брод у заливу. Тамо победи Навара и успева да потоне идола на дно океана. Сали стиже, а Елена и Дрејк напуштају острво са неколико ковчега са благом, након што су показали наклоност једно према другом.
Дрејк се враћа као главни јунак Uncharted 2: Among Thieves 2009. године. Богати добротвор ангажује Дрејка, Хари Флина и Клои Фрејзер да украду малу лампу из турског музеја. Дрејк и Клои,који су били пар у прошлости, обнављају своју романсу иза Флинових леђа. Када дођу до музеја Флин изда Дрејка, и Дрејк бива затворен. Дрејк има теорију да је прави циљ крађе био открити локацију изгубљене флоте Марка Пола. Флин доноси информације добијене од смоле пронађене у лампи свом послодавцу, ратном злочинцу Зорану Лазаревићу, који тражи Ћинтамани камен који је флота наводно превозила. Једном када Клои и Сали осигурају Дрејково отпуштање из затвора, Дрејк прати Лазаревића и открива да флота није поседовала камен, већ је имала трагове, до локације Шамбале.  Дрејк путује у Непал како би пронашао следећи траг, иако је Лазаревић покренуо грађански рат у региону како би пронашао храм за којим је трагао. У граду проналази Елену и њеног сниматеља Џефа, кога ликвидира Лазаревић. Дрејк следи Лазаревића и открива кључ Шамбале, али воз којим путују експлодира, остављајући Дрејка насуканим. Дрејк губи свест након што нађе пурбу и пробуди се у тибетанском селу. Овде проналази Карла Шафера, СС полицајца који је водио експедицију Аненербе у Шамбалу, мада их је све побио како би спречио нацисте да добију власт у граду. Тензин, човек који не говори енглески, води Дрејка кроз ледену пећину, где их нападају џиновски рогати монструми. Лазаревић напада село, киднапујући Шафера. Дрејк и Елена прате Лазаравића до манастира, где проналазе улаз у Шамбалу. Када уђу унутра, откривају да су чудовишта чувари града. Дрејка и Елену хвата Лазаравић, али беже од њега када га чувари нападну. Дрејк се суочава са Лазаравићем на Дрвету живота, чији сок садржи ћинтаманијски камен. Дрејк ранњава Лазаревића и оставља чуваре да га убију и враћа се у село, где се он и Елена пољубе и започну везу.
Трећа игра из 2011. године, Uncharted 3: Drake’s Deception, прати Дрејка како тражи изгубљени град Ирем од стубова, који се налази у пустињи Руб 'ел Хали. Током раздобља између две иге, Дрејк и Елена су се венчали, али су се потом отуђили и сада су раздвојени. У овој се игри открива да је Дрејкова прошлост мистериознија него што играчи верују. На крају се испостави да Дрејк није његово право презиме (његово право презиме, Морган, није откривено до Uncharted 4) и да је одрастао у католичком сиротишту од пете године. Његова мајка је извршила самоубиство, а отац је дете предао држави. Побегао је из сиротишта и отпутовао у Колумбију, где је у 15 години нашао прстен Френсиса Дрејка (који је у првој игри назвао породичним наследством) укравши га из музеја. То га је довело до тога да се први пут удружи са Виктором Саливаном. Уз асистенцију Салија, Клои и Чарли Катера, Дрејк краде вредне историјске трагове мистериозне организације коју воде Катерин Марлоу и њен помоћник Талбот. Они путују у Француску и Сирију где проналазе трагове који ће их одвести у Јемен, где Дрејк нерадо користи Еленину помоћ. Проналазе небеску мапу која показује локацију Ирама. Међутим, Сали-ја су отели Марлоу и Талбот, што је натерало Дрејка да га спаси укрцавањем у један од теретних авиона Марлоу-ове. Авион се срушио у Руб 'ел Хали након пуцњаве, али Дрејк преживљава. Након што је данима лутало пустињом, група коњаника, предвођена Салимом, спасила је Дрејка и одвела га назад у њихов табор. Салим објашњава Дрејку да морају спречити Марлоу и Талбота да дођу до изгубљеног града како не би добили халуцинирајућу моћ Ђина. Дрејк и Салим спашавају Салија из Марлиног каравана и стижу до града. Дрејк и Сали уништавају чекрк који извлачи месинговани брод који садржи Ђина из воде и узрокују да се цео град сруши. Марлоу настрада у живом песку, а Дрејк упуца Талбота пре него што он може убити Салија. Дрејк и Сали успевају да побегну из потонулог града и поново се састају са Еленом у Јемену. Чини се да су Дрејк и Елена решили своје брачне проблеме и они се враћају кући својим новим морским авионом.
Четврта и последња игра из 2016. Uncharted 4: A Thief’s End, усредсређује се око Нејта у потрази за благом злогласног пирата Хенрија Ејверија. Као дете, Нејт бежи из сиротишта и поновно се састаје са старијим братом Семом, који објашњава да је пронашао списе њихове мајке. Улазе у кућу којој су продани списи, затим им старији власник открива да познаје њихову мајку, историчарку која је имала теорију да је Френсис Дрејк имао наследнике. Умире од срчаних проблема пре него што може да опозове полицију, приморавши Нејта и Сема да побегну и усвоје презиме Дрејк. Неколико година пре догађаја игре Drake’s Fortune, Нејт и Сем, уз помоћ сарадника Рејфа Адлера, упали су у панамски затвор где су открили крст који приказује светог Диму, доброг лопова. Они почињу са бекством, међутим, стражари су упуцали Сема, а Нејт и Рејф претпостављају да је мртав. Неколико година након треће игре, Нејт се повукао из потраге за благом и живи са Еленом док ради као ронилац у Њу Орлеансу. Сем који је наочиглед жив долази у посету Нејту и открива да га је из затвора спасио кријумчар дроге Хектор Алказар, који га је приморао да пронађе Ејверијево благо или ће га убити. Нејт лаже Елену да је преузео спасилачки посао и заједно са Семом и Салијем краде још један крст са аукције, доводећи их у сукоб с Рејфом и његовом партнерком, вођом плаћеника Нејдин Рос. Предмет води трио у Шкотску, где браћа проналазе мапу Краљевог залива на Мадагаскару. Нејдин покушава да их ухвати, али двојац успева да побегне. На Краљевском отоку сазнају да су Ејвери и други гусарски капетани скупили сво благо и настанили се с њим у Либерталији. У њиховом хотелу проналазе Елену, узнемирену због Нејтове лажи, и она одлази, али упркос томе, Нејт одбија да напусти потрагу. Он и Сем путују на острво где се Либерталија налази и откривају да је благо премештено преко острва у градић Њу Девон. Убрзо се сукобљавају са Нејдин и Рејфом, који открива да је он Сема избавио из затвора, а не Алказар јер је он већ одавно мртав. Рејф покушава да устрели Нејта који се нехотице срушио на литицу, а потом га Елена спашава. Они путују у Њу Девон и откривају да су Ејвери и његов заповедник, Томас Тју, убили остале осниваче и узели благо за себе. Њих двоје проналазе и спашавају Сема уз помоћ Салија и одлуче да побегну, али Сем одлучи да настави лов. Нејт га прати и проналази Ејверијев брод натоварен благом, затим Сем покреће замку која брод обухватa у пламен. Нејдин издаје Рејфа и одлази, уморна од ризика. Рејф изазива Нејта у борбу са мачевима, завршавајући борбу тако што Нејт баца товар блага на Рејфа. Нејт спашава Сема и њих купе Елена и Сали. Након тога, Сем и Сали се удружују док Елена купује компанију за извлачење терета са морског тла, и даје титулу власника Нејту. Годинама касније, њихова ћерка Кејси открива доказе о њиховом бившем животу лова на благо, о којем су одлучили да јој кажу.

### Остале игре
Дрејк се појављује у Uncharted: Drake’s Trail, игри на интернету и претходи Uncharted: Drake’s Fortune, објављеном 2007. Такође се појављује у игри из 2012. године Uncharted: Golden Abyss која је објављена на Сонијевој PlayStation Vita. Догађаји у игри одвијају се пар године пре Drake’s Fortune-a, иако су креатори изјавили да то није претходник Drake’s Fortune, већ засебна оригинална прича. Нејтан Дрејк такође је био у ужем избору за гостовање у Street Fighter x Tekken-у, али идеја је одбачена.
Дрејк је један од ликова у 2012-ом PlayStation All-Stars Battle Royale објављенom на PlayStation 3. Нејтанов ривал у игри је Sly Cooper, а разлог је тај што је Дрејк пронашао странице Слајеве књиге Крадљиви Ракун, а на почетку његове приче био је на пустињском острву са Салијем сличним оном које је пронађено у Uncharted 2: Among Thieves. Кадa Дрејк стигне до главне арене, почне да дешифрује странице Крадљивог Ракуна, а затим се појављује Слај и објашњава да је он прави власник страница које Нејтан поседује. Дрејк одбија и Слај се руга његовим способностима у покушају да га застраши, што резултира тиме да га Дрејк увреди и њих двоје се свађају. Након пораза главног зликовца, Нејтан се враћа на исто острво као и пре, и користећи Суперстар моћ коју је добио од зликовца, увелико је побољшао Салијев авион, након што екран полако постаје црн, Дрејк насумично каже: „Ударио сам кокошку '.
Дрејк се појављује у Uncharted: Fight for Fortune, потезној карташкој игри објављеној за PlayStation Vita 2012. и Uncharted: Fortune Hunter, бесплатној мобилној игри објављеној 2016. године.

### У другим медијима
Uncharted:Eye of Indra је претходник серијала анимираног стрипа из 2009. године. Ови догађаји се дешавају пре прве игре, али је серијал објављен после друге. Како би прикупио новац за проналазак ковчега Сер Френсиса Дрејка, Нејтан Дрејк ради за америчког а затим шефа индонезијске криминалне групе, званим Данијел Пинкертон. Дрејк тражи легендарно Око Индре у Џакарти, где упознаје Едија Раху - који се појављује у првој игри - и Дрејк се романтично укључује у везу са Раховом сестром, Риком Раха.
Uncharted: Fourth Labyrinth је самостални роман из 2011. године, који је написао Кристофер Голден, а роман се одвија између догађаја прве и друге игре, а укључује Дрејк-а и његовог покушаја да разоткрије мистерије краља Миде и неколико древних лавирината.
Нејтан Филион играо је Дрејка у кратком акционом филму из 2018. године.
DC Comics је 2011. објавио шест кратких стрипова под називом Uncharted, смештених између догађаја друге и треће игре, у којима Дрејк тражи легендарни град Агарту.
У мају 2017. објављено је да ће глумац Том Холанд глумити младог Нејтана Дрејк-а у филмској адаптацији игара.

## Промоција
Сони је 2007. године у Емпајер-у поставио промотивни материјал који је истицао Дрејкову персону и показао његову сличност ликовима авантуристичких филмова. Naughty Dog је објавио ерсофт реплику пиштоља Нејтана Дрејка, Берета 92FS.
Непосредно пред излазак 2009. године Uncharted 2: Among Thieves, пуштене су u продају четири винилне играчке засноване на Нејтану Дрејку. Ерик Скеркроу, оснивач ESC Тоys-а, дизајнирао је лутке у више боја; само 2500 је пуштено у продају широм света. Критичари нису били одушевљени дизајном, а Лук Планкет из компаније Котаку је прокоментарисао, "иако ниједно од њих нема име, чини се да постоје Дрејк, Хелбој Дрејк, Берлински ноћни клуб Дрејк и Радиоактивни Дрејк."
У фебруару 2016. Naughty Dog је најавио излазак 7-инчане Нејтан Дрејк акционе фигуре са покретљивим зглобовима и опремом и додацима. Ову акциону фигуру прави компанија играчака Национално удружење за колекционарство, такође позната и као НЕЦА.

## Критике
Нејтан Дрејк привукао је углавном позитивне критике, од којих су се многи фокусирали на његову симпатичност. Том Крос из Гамасутре назвао је Дрејк-а "симпатичним кретеном" који је "шаљив, лепршав и једноставно забаван", називајући га савршеном карикатуром авантуристе. Стивен Тотило из Котакуа напоменуо је: "Укратко, Нејтан Дрејк има став и није кретен, и он весело, али дивно улази у ситуације које му иду преко главе. То му помаже да постане шармантан, а не да нервира." Упоређујући Дрејка са сличним ликом, Мет Касамасина из IGN-а, тврдио је: "Нејтан Дрејк, херој у Naughty Dog-овом Uncharted 2, је реалистичнији, смешнији, шармантнији, симпатичнији у 30 минута него Леон С. Кенеди кроз читав серијал Resident Evil игара . " Раш Фруштик из УГО-а признао је да се Дрејк може чинити" као некакав крелац ", али да је" симпатичан крелац ". Games Radar је Нејтана набројао као једног од 25 најбољих нових ликова деценије, упоређујући га са ликовима попут Halo протагонисте Мастер Чифа и Маркуса Финикса из серијала Gears Of War, за разлику од њих, Дрејк никада не контролише ситуацију. Games Radar је касније Дрејка 2012. године рангирао као трећег "најупечатљивијег, најутицајнијег и најнеустрашивијим" протагонистом у играма, рекавши: "Својом брзом памети, осмехом битанге и неуредном косом, Нејт савршено увлачи осећај да је он момак који сви остали момци желе бити а све девојке желе бити са њим ... " Empire је уврстио Дрејка на своју листу 50 најбољих ликова у видео играма, сврставши га на 22. место. Дрејк је 2009. године представљен као један од 64 лика у Гејмспот-овој анкети "Најбољи херој из видео игара", у којој је изгубио од Пикачуа. Дрејк је проглашен за четвртог најбољег лика деценије у анкети из 2010. године коју је спровео Game Informer, а читаоци Гинисовог издања светских рекорда Гејмерс издања је 2011. године проглашен за 16. најбољу личност видео игара свих времена. Нејтан Дрејк се такође сматра маскотом PlayStation-a. Особље Полигона и писац Колин Кембел га је сврстао као једног од најбољих ликова из видео игре 2010. године, посебно због свог изгледа и „Способан је да се шали у тешким ситуацијама у којима се нађе и многим запетљаним заверама са којима се суочава. он такође показује оданост онима који су му блиски. "
Коментаришући Дрејкову персону, Том Хогинс из Дејли Телеграф-а назвао је рањивост лика "дражесном", док га је Чед Сапијеха из Gloub and Mail-а назвао "једним од најекспресивнијих ликова у видео играма икад створеним." Међутим, Бен Кучера из компаније Ars Tehnica критиковао је да је Дрејк попут бројних других ликова и да му недостаје индивидуалност. Овејн Беналак из Девелопмента даље је критиковао Дрејкову смелост, сумњајући да ли играч може адекватно да га опише као лика. Ден Ху из Битмоба написао је да, иако се други ликови попут Мастер Чифа можда више истичу, Дрејка сматра као "старог другара".
Дрејкова физичка привлачност била је још једно подручје коментара, с тим да је бар један критичар напоменуо како је развио симпатију према њему. Дрејк је описан као "прелеп", и "згодан, харизматични јунак." Клаудија Блек, глас Клои Фрејзер из Uncharted 2: Among Thieves, признала је да јој је Дрејк био привлачан. Дрејк је наведен као пример мушког лика који, иако је атрактиван, није претерано мужеван. Један коментатор је истакао: „Врло мали број ликова из видео игара (Нејтан Дрејк и Алан Вејк да наброје неколико изузетака) приказују мушкарце на начин који бих назвао не-деградирајућим начином. Дрејкову привлачност добила је критику од Миган Мари-ја из Гејм Информер-а, који је изјавио да се он не истиче много међу гомилом других идеално пропорционалних и намерно непотпуних хероја из видео игара." Гејм Дејли је именовао Дрејка трећом највећом мушкарчином. Гејмс Радар је Дрејка назвао "Мистер 2007", рекавши да није изабран само зато што би га могли "сатима гледати у дупе", већ зато што је херој и има "победнички став".  У 2014. години Ла Нуева Еспања уврстила га је у првих десет ликова за најсексепилније видео игре за оба пола.
Добра продаја Uncharted серијала и растућа идентификација Дрејка с PlayStation 3 конзолом навели су неке да тврде да је он сада де факто маскота за PlayStation 3. Адам Хартли из компаније Теk Радар УК је тврдио да је: „Нејтан Дрејк законити наследник круне „PlayStation Hero". Дрејк је номинован за награду "Најзанимљивији лик" на додели награда Инсајд Гејминг 2009 године.

Без обзира на то, лик је такође добио критику због прекомерног убијања које се дешава у играма Uncharted. Дракман је на то одговорио:
Увек се трудите да се писање и играње уклапају у контекст једно другом и на томе јако радимо, прилагођавајући играње, прилагођавајући писање…. Знате, у акционој игри вероватно ћете убити више људи него што видите у филму.
Као шала на такве критике, трофеј је укључен у Uncharted 4, назван 'Ludonarrative Dissonance', са описом "Убиј 1.000 непријатеља".

### Упоређивање са осталим ликовима
Нејтан Дрејк је упоређен са неколико других ликова из видео игара и филмова, од којих је најистакнутија авантуристкиња из видео игара Лара Крофт из франшизе Tomb Raider и филмског хероја Индијане Џонса, због сличности између ликова и наратива у којима се појављују. Џони Минкли из Eurogamer-a и Ли Феран из ABC News-a назвали су ове асоцијације "очигледним" и "неизбежним".У ствари, Дрејк је назван мешавином та два лика. Дрејк је проглашен за "нову Лару Крофт" након што се серијал Uncharted добро продао. Мајкл Овен-Браун из The Advetiser-а напоменуо је да се Дрејк одвојио од Ларе својом духовитошћу, док је режисер серијaла Uncharted Брус Страли тврдио да је Дрејк по популарности изједначен са Крофт-овом. CBS је строго направио разлику између Индијане Џонс и Дрејка, наглашавајући да иако Џонс делује алтруистички, Дрејк је у истом послу само због профита. Ави Арад, продуцент планираног Uncharted филма, извукао је сличан закључак, напоменувши да иако је Џонс увек био добар, Дрејк није нужно добар момак. Дизајнер Нил Дракман изјавио је да верује да Дрејк стоји одвојено од Џонса и Крофтове. Други критичари су упоредили Дрејка са различитим ликовима, укључујући Џека Колтона из филма Romancing the Stone. Норт, који позајмљује глас Дрејку, такође даје глас Принцу у видео-игри Prince of Persia из 2008. године, а поређења су направљена и између ова два лика. Принц је описан као грубијан, абразивнији облик Нејтана Дрејка.

### Поређење са познатим људима
Чланак који је објавио Vice Media и који је садржао текст о надолазећем издању Uncharted 4: A Thief’s End, обухватио је дуготрајан интервју са др. Е. Ли Спенсом, који је описан као "пионир у области подводне археологије, светски познати ловац на благо и отприлике онолико близу стварном Нејтану Дрејку него што ће ико икада бити. " У свом УРЛ-у Vice.com је Спенса назвао "правим Нејтаном Дрејком".